# 野村貞
野村 貞（のむら ただし、1845年2月22日（弘化2年1月16日） - 1899年（明治32年)5月4日）は、日本の武士（越後長岡藩士）、海軍軍人（海軍少将）。
日清戦争で武勲を挙げ、越後長岡藩出身の最初の海軍将官となった。
長岡藩家老・河合継之助は、野村の従兄である。また、連合艦隊司令長官・山本五十六は、野村の甥である（野村の妻である「はる」は、高野貞吉〈山本五十六の実父〉の妹）。

## 人物・来歴

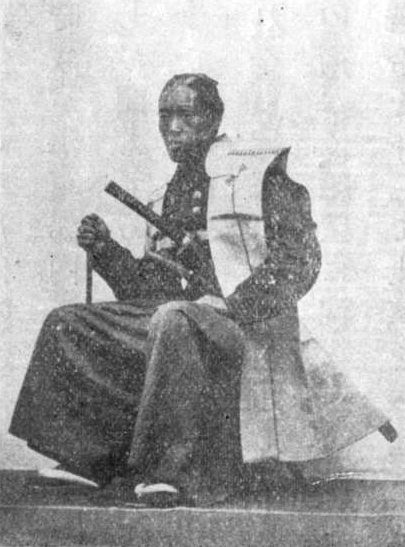
野村貞。戊辰戦争頃の撮影。

父は、長岡藩用人、長岡藩軍事奉行を務めた萩原要人。
奥羽越列藩同盟に加わった長岡藩の一員として戊辰戦争に従軍し、砲軍司令士として砲兵隊を率い武名があった。17歳の時に野村氏を嗣ぐが、「野村」へ改姓したのは戊辰戦争後であった。
維新後は近藤塾（のちの攻玉社）に在籍し海軍兵学寮に通学したが、通学生が廃止されたことに伴い退寮扱いとなる。しかし教授、助教に次ぐ教員職である少得業生となり、兵学寮において句読手伝い、算術教授の業務に就いた。7か月後、野村は「龍驤」乗組士官(砲術)を命ぜられ、海軍将校の道を歩むこととなった。
1871年（明治4年）に海軍中尉に任官。翌年には大尉へ進み、「日進｣副長、東海水兵本営副長を歴任。「日進」副長時代は西南戦争に従軍している。1881年（明治14年）2月に少佐へ進級。少佐、中佐の時期は造兵廠長職を除き海上勤務に終始し、「孟春」、「比叡｣、「清輝｣、「筑紫｣、｢大和｣、「筑波｣、｢富士山｣と7艦で艦長を務めた。
野村は豪傑肌な一面をもち、｢清輝｣艦長時代には、台風に遭遇し疲労した乗員に対し、「総員死に方用意」の号令をかけ士気を回復させた逸話は海軍部内で有名であった。｢筑波｣艦長としては遠洋航海で海兵14期（鈴木貫太郎、佐藤鉄太郎クラス）を指導している。この航海では分隊長・加藤友三郎が鯨に向けて無断で大砲を発射し、野村にしかられた逸話がある。
1890年（明治23年）に大佐となり、佐世保鎮守府参謀長を経て、「松島｣艦長に就任。次いで｢高千穂」艦長として日清戦争に参戦。黄海海戦において坪井航三率いる第一遊撃隊の1艦として戦い、抜群の武功と評価された武勲を挙げた。第一遊撃隊は4艦で構成され、同僚の艦長は河原要一、東郷平八郎、上村彦之丞の三名、八代六郎、岡田啓介は｢高千穂｣艦長時代の部下である。
戦後は竹敷要港部の初代司令官となり、明治29年11月、少将へ進級。横須賀軍港司令官、常備艦隊司令官と司令官職を歴任したが、呉鎮艦隊司令官在職中に死去した。墓所は青山霊園にある。
野村が死去した際、郷里の長岡中学に在学していたのが、後年の連合艦隊司令長官・山本五十六である。野村の妻は山本の実父・高野貞吉の妹という縁があり、野村の存在は山本の海軍志望に影響を与えたとされる。

## 栄典・授章・授賞
位階
- 1896年（明治29年）12月21日 - 正五位[12]

勲章等
- 1889年（明治22年）11月29日 - 大日本帝国憲法発布記念章[13]
- 1893年（明治26年）11月29日 - 勲三等瑞宝章[14]
- 1895年（明治28年）
  - 9月27日 - 旭日中綬章・功四級金鵄勲章[15]
  - 11月18日 - 明治二十七八年従軍記章[16]